# Pia Käyhkö
Pia Käyhkö (ur. 17 lutego 1979 w Oulu) – fińska narciarka alpejska, brązowa medalistka mistrzostw świata juniorów.

## Kariera
Pierwszy raz na arenie międzynarodowej Pia Käyhkö pojawiła się 2 grudnia 1994 roku w Gällivare, gdzie w zawodach FIS Race w gigancie zajęła 53. miejsce. W 1997 roku wystartowała na mistrzostwach świata juniorów w Schladming, zdobywając brązowy medal w slalomie. W zawodach tych wyprzedziły ją jedynie jej rodaczka, Tanja Poutiainen oraz Sarah Schleper z USA. Jeszcze dwukrotnie startowała na imprezach tego cyklu, jednak ani razu nie uplasowała się w najlepszej dziesiątce. Była między innymi piętnasta w supergigancie podczas mistrzostw świata juniorów w Pra Loup w 1999 roku.
W zawodach Pucharu Świata zadebiutowała 25 stycznia 1998 roku w Cortina d’Ampezzo, gdzie nie zakwalifikowała się do drugiego przejazdu giganta. Pierwsze pucharowe punkty wywalczyła blisko dwa lata później, 22 stycznia 2000 roku w tej samej miejscowości, zajmując 27. miejsce w zjeździe. Nigdy nie stanęła na podium zawodów tego cyklu, najwyższą lokatę uzyskała 14 stycznia 2001 roku we Flachau, kończąc kombinację na piątej pozycji. Najlepsze wyniki osiągała w sezonie 2000/2001, kiedy zajęła 69. miejsce w klasyfikacji generalnej. W 1999 roku wystartowała na mistrzostwach świata w Vail, gdzie jej najlepszym wynikiem było dziewiąte miejsce w kombinacji. W tej samej konkurencji była też ósma podczas rozgrywanych dwa lata później mistrzostw świata w Sankt Anton. Nie brała udziału w igrzyskach olimpijskich. W 2004 roku zakończyła karierę.

## Osiągnięcia

### Mistrzostwa świata
| Miejsce | Dzień       | Rok  | Miejscowość       | Konkurencja | Czas biegu  | Strata  | Zwyciężczyni          |
| ------- | ----------- | ---- | ----------------- | ----------- | ----------- | ------- | --------------------- |
| 30.     | 3 lutego    | 1999 | Vail/Beaver Creek | Supergigant | 1:20,53 min | +2,95 s | Alexandra Meissnitzer |
| 9.      | 5 lutego    | 1999 | Vail/Beaver Creek | Kombinacja  | 3:08,52 min | +6,65 s | Pernilla Wiberg       |
| 23.     | 7 lutego    | 1999 | Vail/Beaver Creek | Zjazd       | 1:48,20 min | +2,64 s | Renate Götschl        |
| DNS     | 29 stycznia | 2001 | St. Anton         | Supergigant | 1:23,44 min | -       | Régine Cavagnoud      |
| 8.      | 2 lutego    | 2001 | St. Anton         | Kombinacja  | 2:55,65 min | +7,01 s | Martina Ertl          |
| 28.     | 6 lutego    | 2001 | St. Anton         | Zjazd       | 1:36,20 min | +3,93 s | Michaela Dorfmeister  |

### Mistrzostwa świata juniorów
| Miejsce | Dzień     | Rok  | Miejscowość | Konkurencja | Czas biegu  | Strata  | Zwyciężczyni        |
| ------- | --------- | ---- | ----------- | ----------- | ----------- | ------- | ------------------- |
| DNF     | 26 lutego | 1997 | Schladming  | Zjazd       | 1:37,45 min | -       | Monika Bergmann     |
| 28.     | 27 lutego | 1997 | Schladming  | Supergigant | 1:19,96 min | +4,50 s | Karen Putzer        |
| 3.      | 28 lutego | 1997 | Schladming  | Slalom      | 1:38,88 min | +1,04 s | Tanja Poutiainen    |
| DNF1    | 1 marca   | 1997 | Schladming  | Gigant      | 1:56,82 min | -       | Karen Putzer        |
| 27.     | 26 lutego | 1998 | Megève      | Zjazd       | 1:24,41 min | +2,31 s | Martina Lechner     |
| 16.     | 27 lutego | 1998 | Megève      | Supergigant | 1:06,08 min | +1,44 s | Martina Lechner     |
| 28.     | 28 lutego | 1998 | Megève      | Slalom      | 1:26,48 min | +6,37 s | Stefanie Wolf       |
| 40.     | 1 marca   | 1998 | Megève      | Gigant      | 1:54,35 min | +5,98 s | Anja Pärson         |
| DNF1    | 9 marca   | 1999 | Pra Loup    | Slalom      | 1:46,62 min | -       | Anja Pärson         |
| 30.     | 10 marca  | 1999 | Pra Loup    | Gigant      | 1:53,82 min | +7,47 s | Denise Karbon       |
| 24.     | 13 marca  | 1999 | Pra Loup    | Zjazd       | 1:11,09 min | +1,90 s | Kerstin Reisenhofer |
| 15.     | 14 marca  | 1999 | Pra Loup    | Supergigant | 1:14,06 min | +1,99 s | Karin Blaser        |

### Puchar Świata

#### Miejsca w klasyfikacji generalnej
- sezon 1999/2000: 117.
- sezon 2000/2001: 69.
- sezon 2001/2002: 99.

#### Miejsca na podium
Käyhkö nigdy nie stanęła na podium zawodów PŚ.